# Glypta cudonigerae
Glypta cudonigerae är en stekelart som beskrevs av Dasch 1988. Glypta cudonigerae ingår i släktet Glypta och familjen brokparasitsteklar. Inga underarter finns listade i Catalogue of Life.